# 가와사키구
가와사키구(일본어: 川崎区)는 일본 가나가와현 가와사키시의 동쪽 끝에 있는 구로 다마강 하구와 도쿄만에 자리잡고 있다. 가와사키구는 오랫동안 동쪽 해안의 매립지에 위치한 수많은 공장들이 있는 곳으로 알려져 있었다. 그러나 1990년대에 지방 정부의 노력으로 지역의 이미지는 개선되었다. 현재는 간토 지방에서 두 번째로 관광객들이 많이 방문하는 절인 가와사키 다이시(川崎大師)와 재일 조선인들이 집중적으로 거주하는 오사카 다음으로 큰 한인촌과 같은 관광지들로도 알려지고 있다.

## 지리
가와사키시의 동쪽 해안에 있다. 서쪽으로 사이와이구, 요코하마시 쓰루미구, 북쪽으로 도쿄도 오타구, 동쪽으로 도쿄만 너머 지바현 기사라즈시와 맞닿아 있다.

## 교통

### 철도
- 동일본 여객철도
  - 도카이도 본선
  - 게이힌 도호쿠선
  - 난부선
  - 쓰루미선

- 게이힌 급행 전철
  - 본선
  - 다이시선

### 도로
- 수도고속도로
- 국도 15호선
- 국도 132호선
- 국도 357호선
- 국도 409호선